# Okie
Okie  es el tercer álbum de estudio del músico estadounidense JJ Cale, publicado por la compañía discográfica Shelter Records en abril de 1974.
Varias canciones del álbum fueron posteriormente versionadas por otros artistas: «I Got the Same Old Blues» por Freddie King, Eric Clapton, Captain Beefheart, Bobby Bland, Lynyrd Skynyrd y Bryan Ferry; «Anyway the Wind Blows» por Brother Phelps en 1995 y Bill Wyman's Rhythm Kings en 1999; y «Cajun Moon» por Herbie Mann en su álbum de 1976 Surprises. «I'd Like to Love You, Baby» fue también versionada por Tom Petty and the Heartbreakers en 2003 y publicada en el álbum de 2009 The Live Anthology.
Okie alcanzó el puesto 128 en la lista estadounidense Billboard 200.

## Lista de canciones
Todas las canciones escritas y compuestas por JJ Cale excepto donde se anota. 
| N.º | Título                                | Escritor(es)             | Duración |  |
| 1.  | «Crying»                              |                          | 2:35     |  |
| 2.  | «I'll Be There (If You Ever Want Me)» | Rusty Gabbard, Ray Price | 2:24     |  |
| 3.  | «Starbound»                           |                          | 1:58     |  |
| 4.  | «Rock and Roll Records»               |                          | 2:10     |  |
| 5.  | «The Old Man and Me»                  |                          | 2:06     |  |
| 6.  | «Everlovin' Woman»                    |                          | 2:12     |  |
| 7.  | «Cajun Moon»                          |                          | 2:14     |  |
| 8.  | «I'd Like to Love You Baby»           |                          | 2:52     |  |
| 9.  | «Anyway the Wind Blows»               |                          | 3:24     |  |
| 10. | «Precious Memories»                   |                          | 2:11     |  |
| 11. | «Okie»                                |                          | 1:57     |  |
| 12. | «I Got the Same Old Blues»            |                          | 2:59     |  |

## Posición en listas
| País           | Lista         | Posición |
| -------------- | ------------- | -------- |
| Estados Unidos | Billboard 200 | 128      |